# Église des trois croix d'Imatra
L'église des trois croix (en finnois : Kolmen Ristin kirkko) ou aussi église de Vuoksenniska (finnois : Vuoksenniskan kirkko) est une église située à  Imatra en Finlande.

## Description
L'église des trois croix que l'on nomme aussi l'église de Vuoksenniska est l'une des œuvres les plus célèbres de Alvar Aalto . Elle est construite en 1958, en briques et en béton, et est représentative du mouvement moderne. 
La nef est composée de trois parties, isolables par des panneaux mobiles et avec des entrées séparées permettant des utilisations diverses.
L'église n'a pas de retable, il est remplacé par trois croix en bois dont l'ombre porte sur le mur blanc à l'heure des offices.
L'église a 103 vitraux de tailles différentes.
La tour du clocher a 34 mètres de hauteur.
Les orgues fabriqués en 1990 par Veikko Virtanen ont 33+1 jeux.
L'éclairage et l'acoustique ont été améliorés en jouant sur l'asymétrie des lieux.
La direction des musées de Finlande a classé l'église et son presbytère dans les sites culturels construits d'intérêt national.

## Galerie

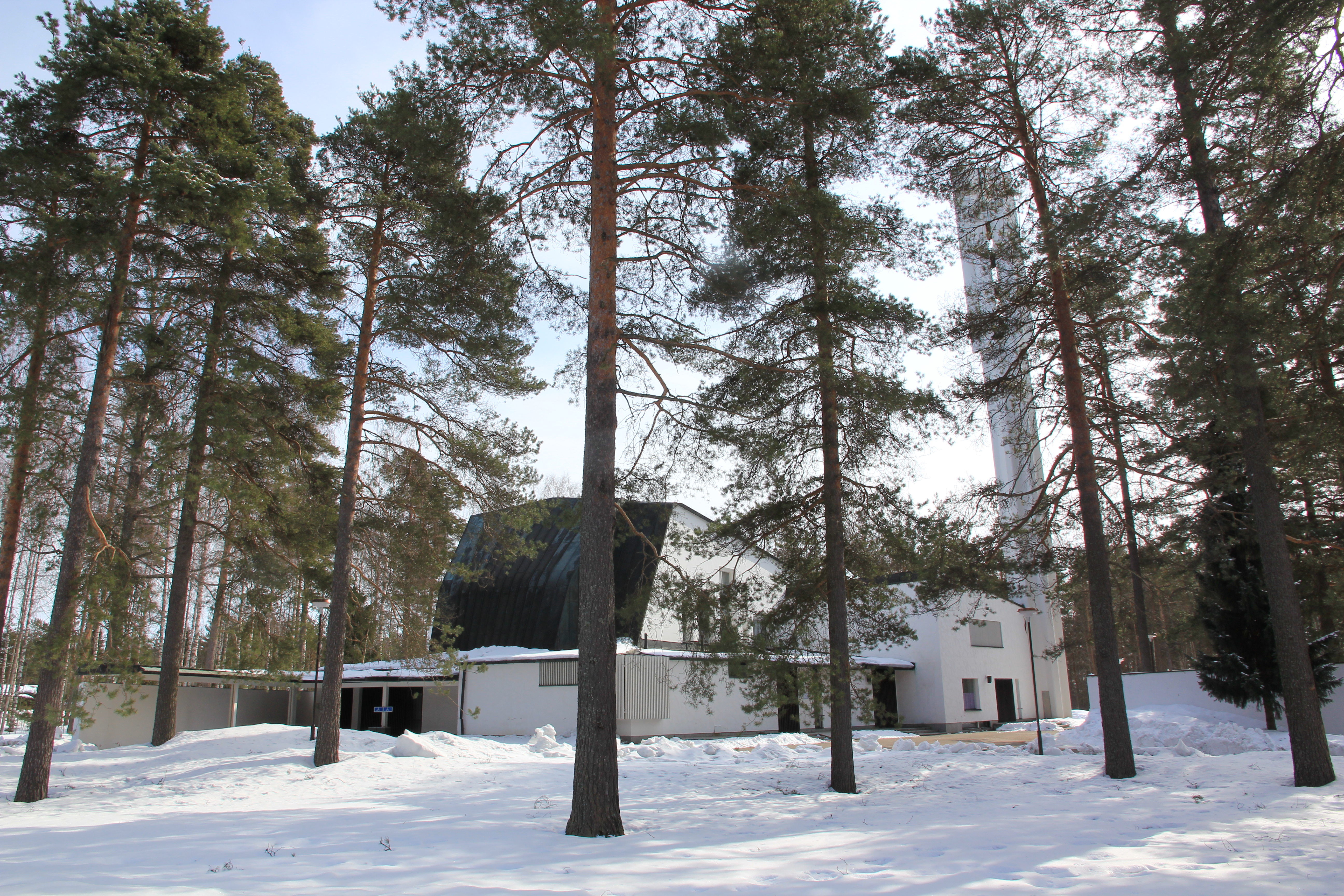
Vue extérieure.
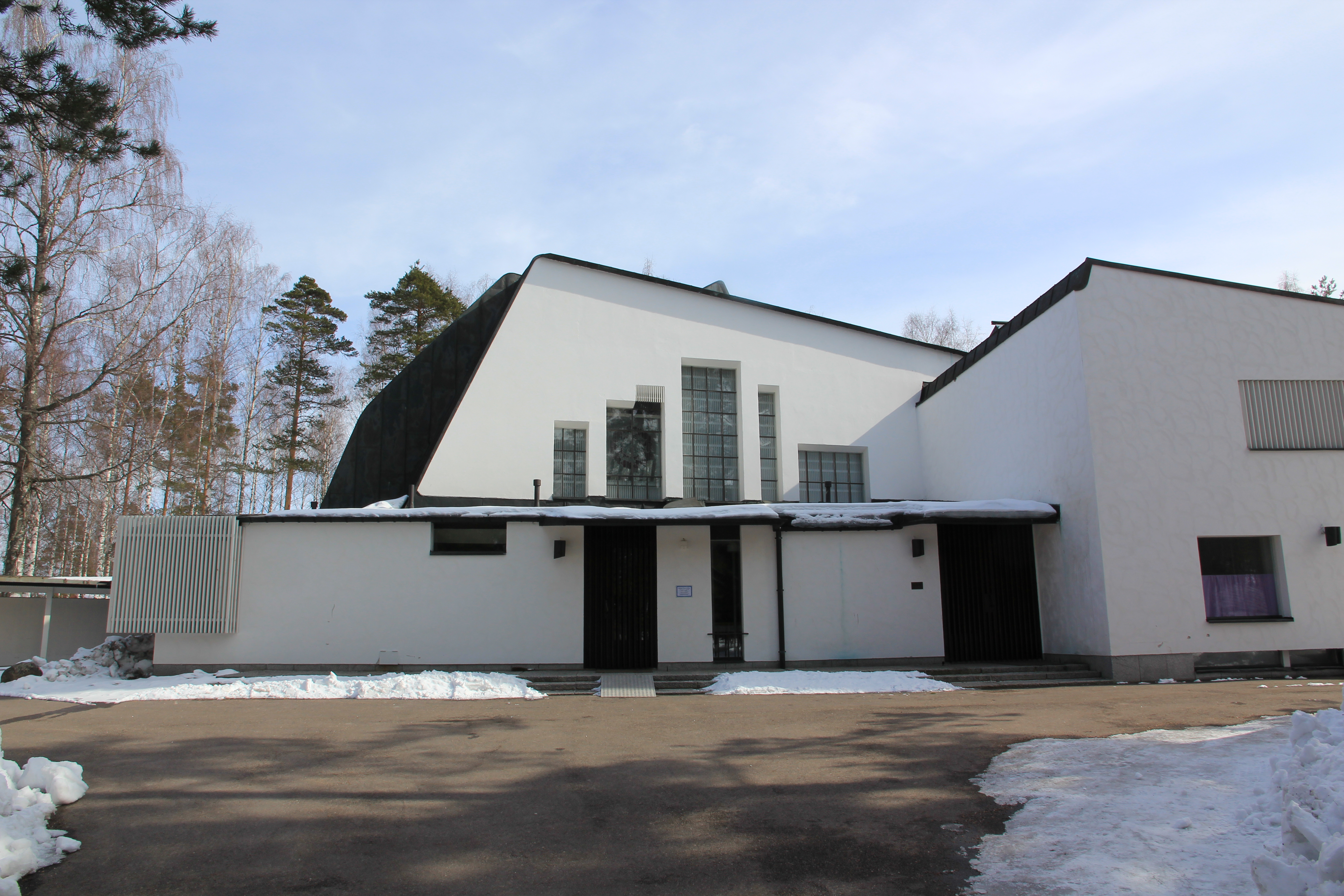
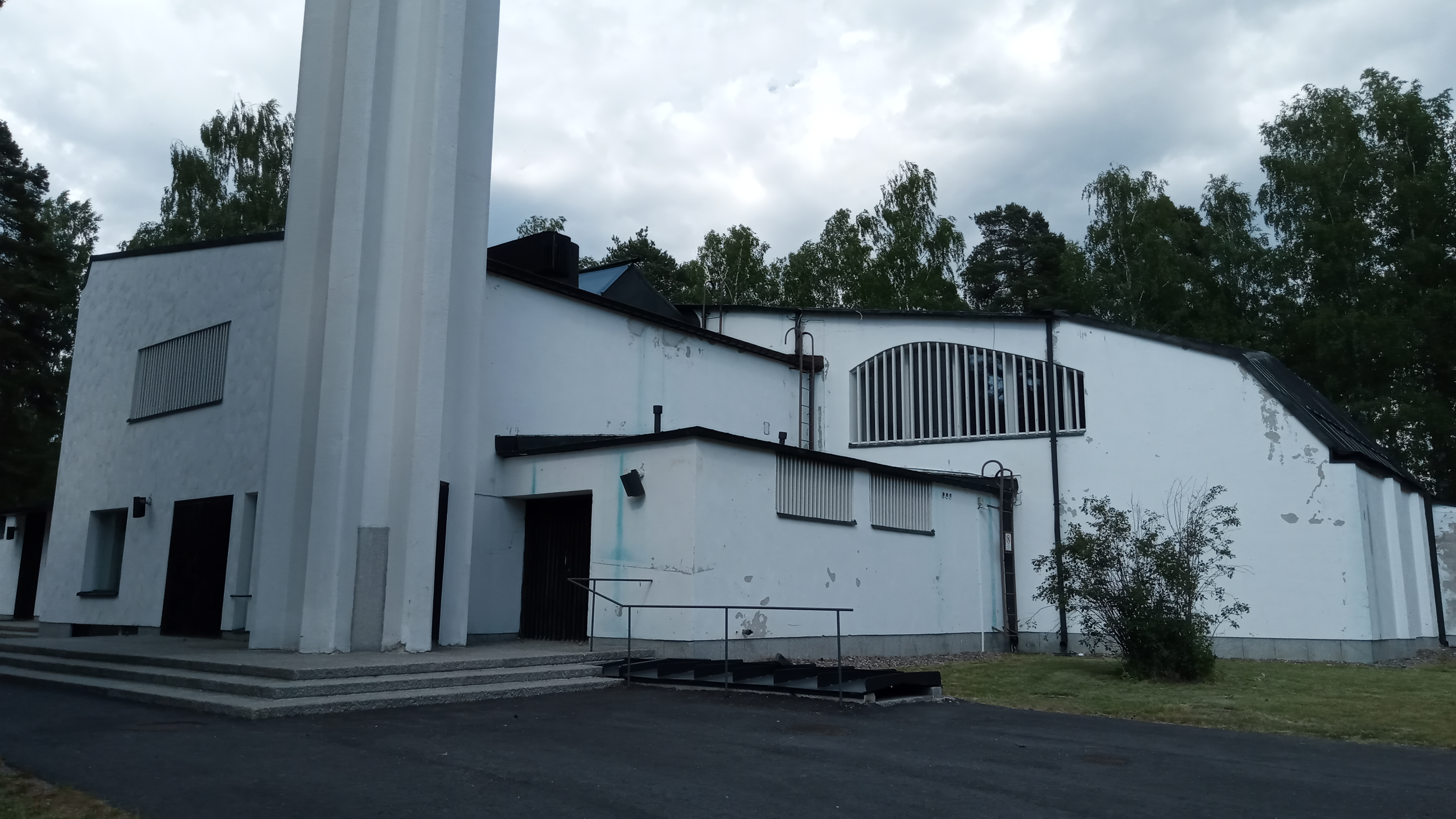
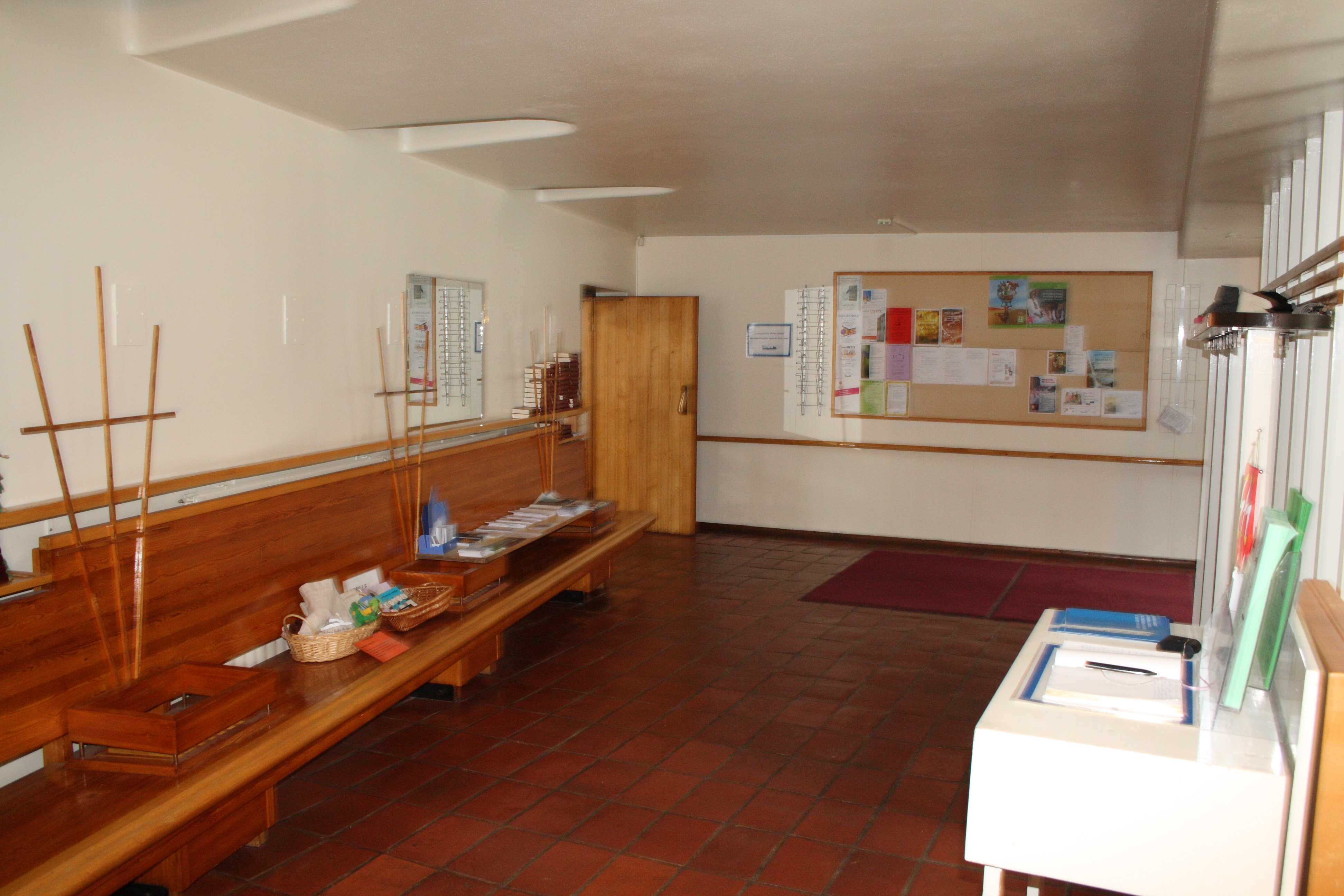
La nef.
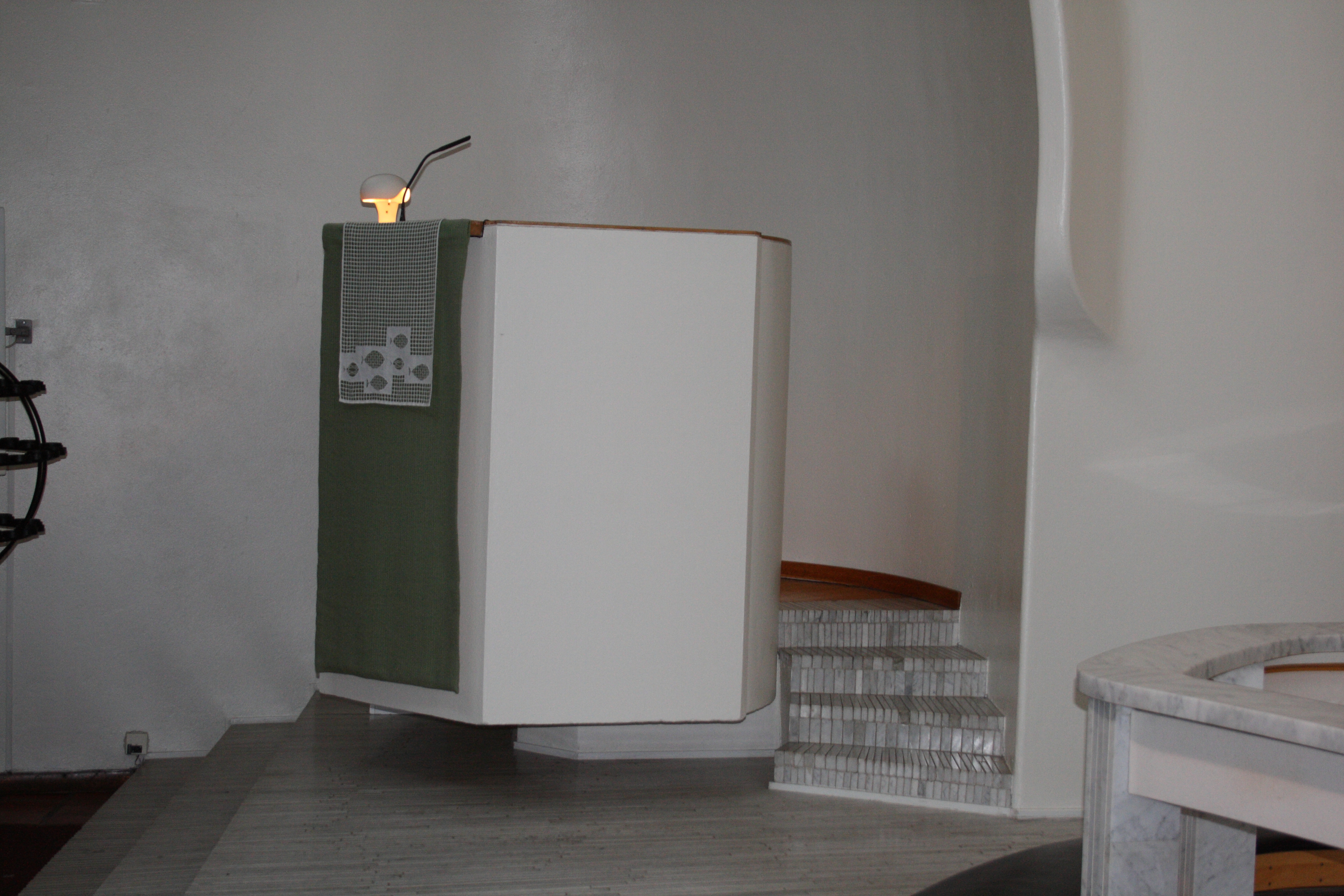
La chaire.
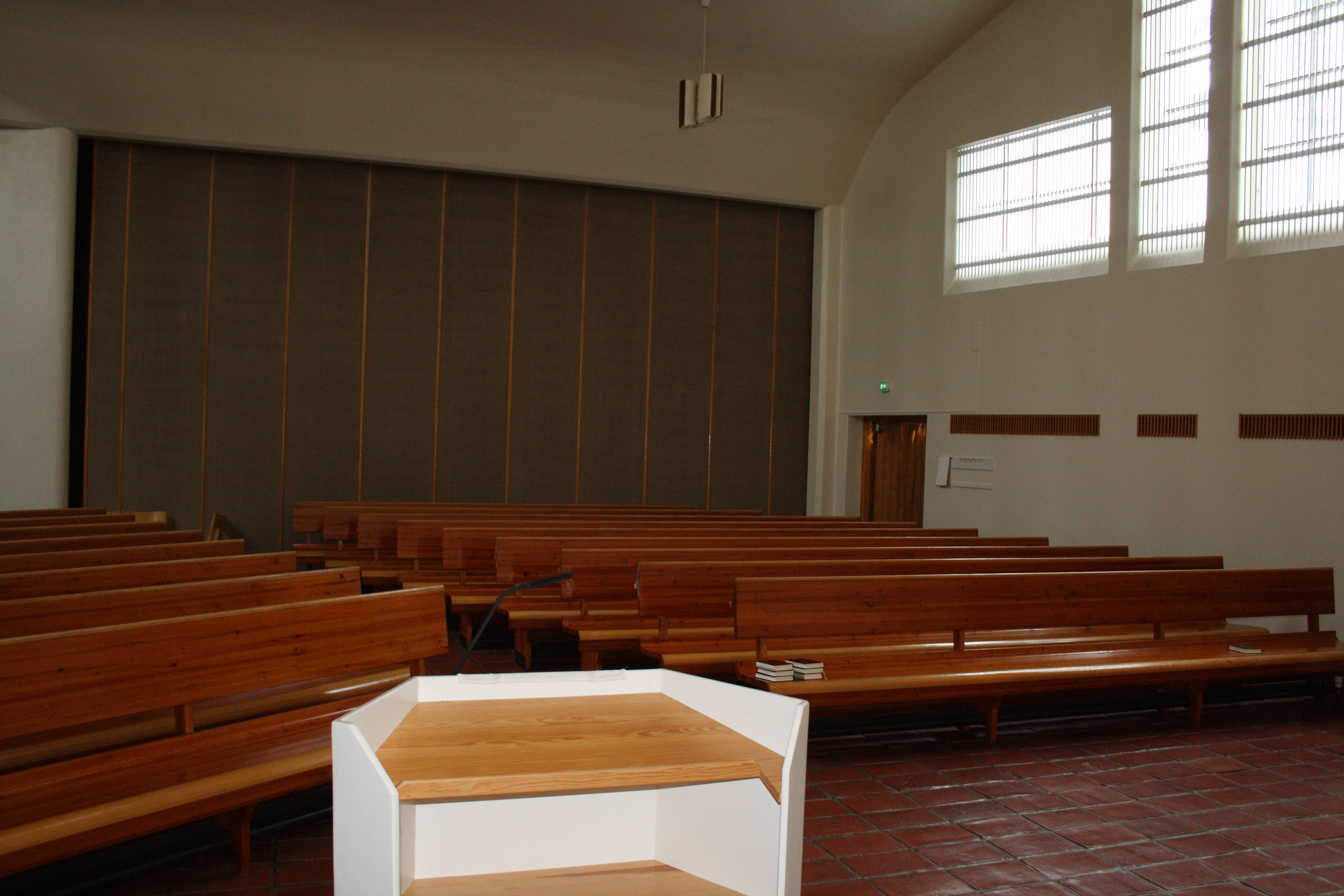
Vue de l'autel.
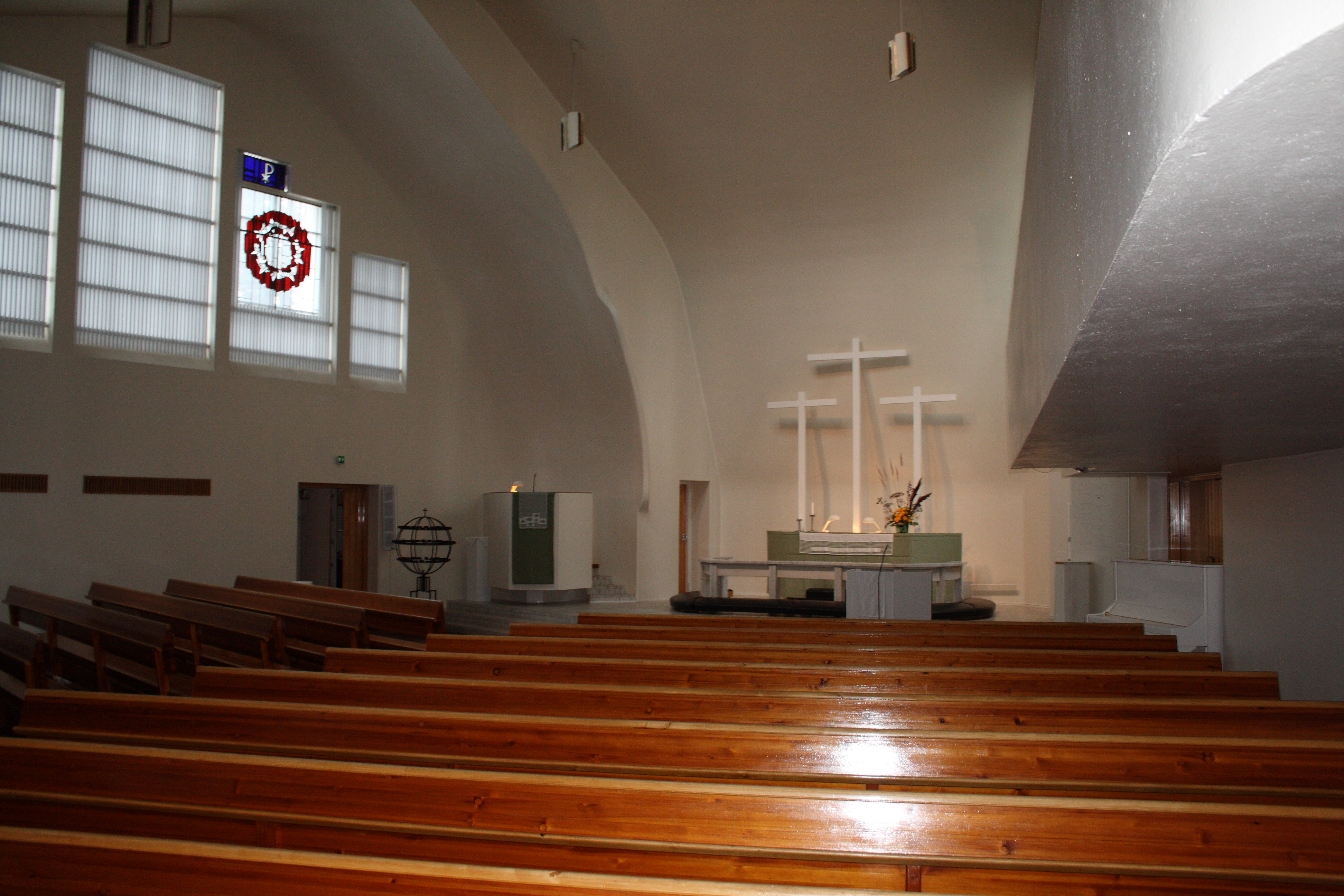
Vue vers l'autel.
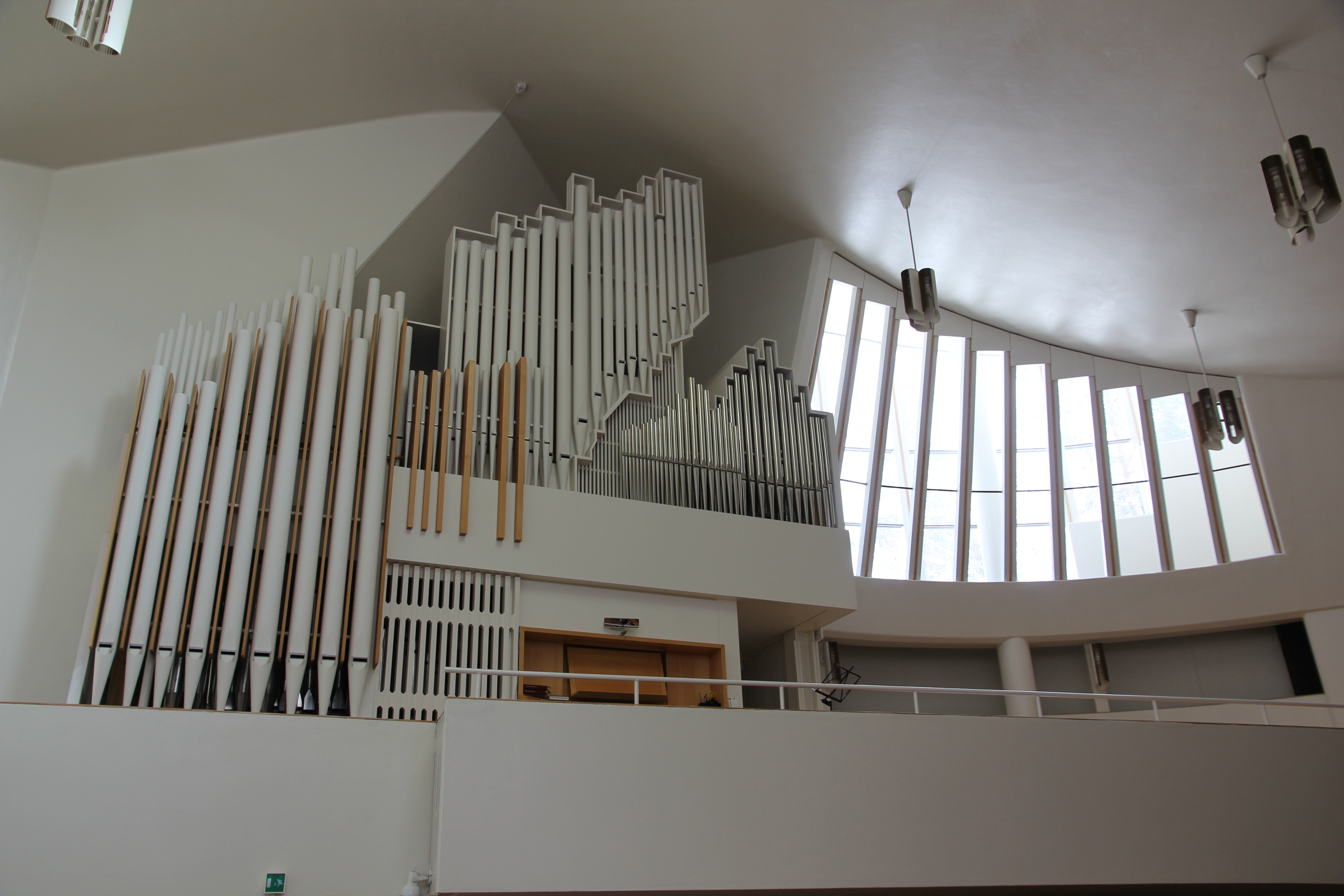
L'orgue.
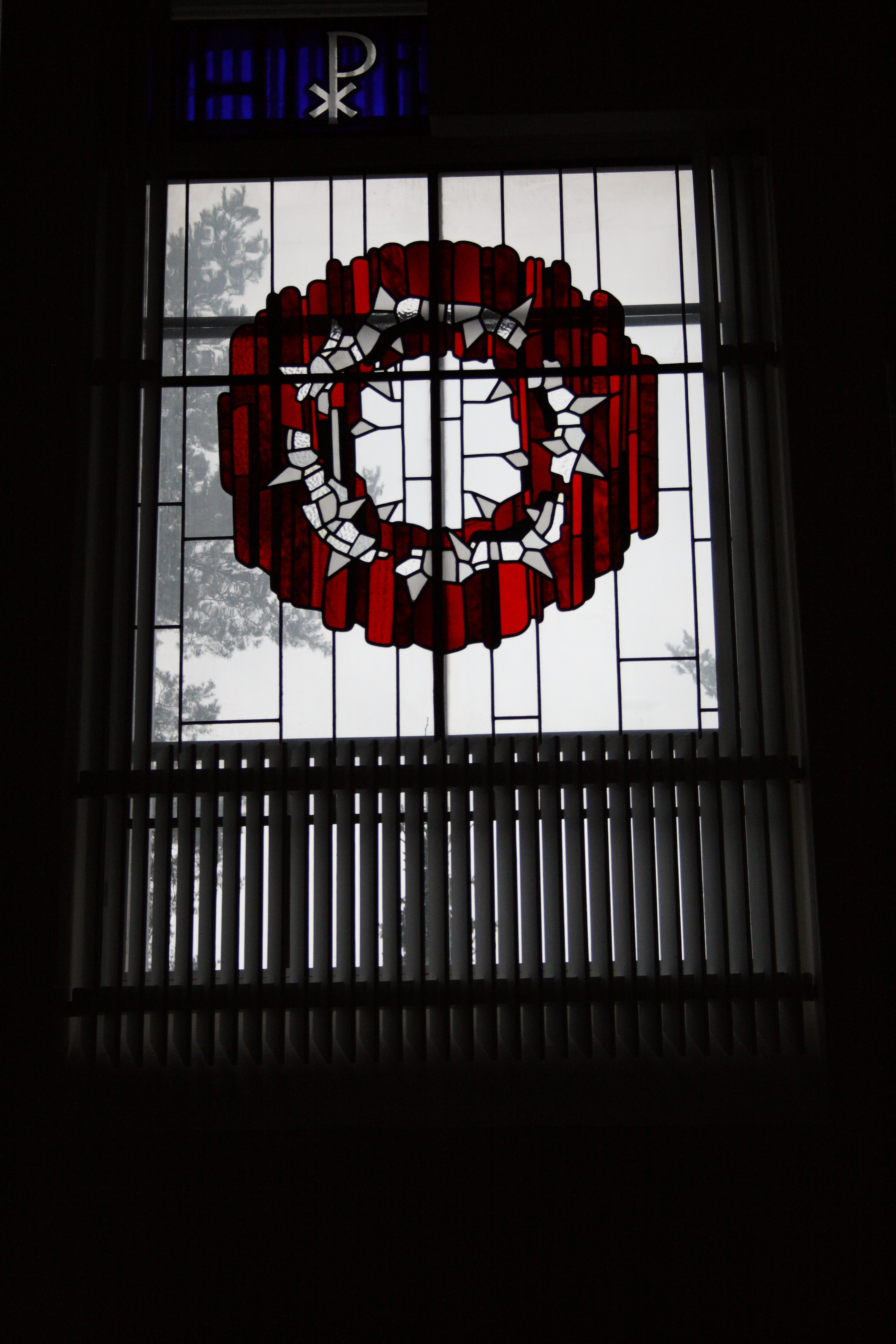
Un vitrail.
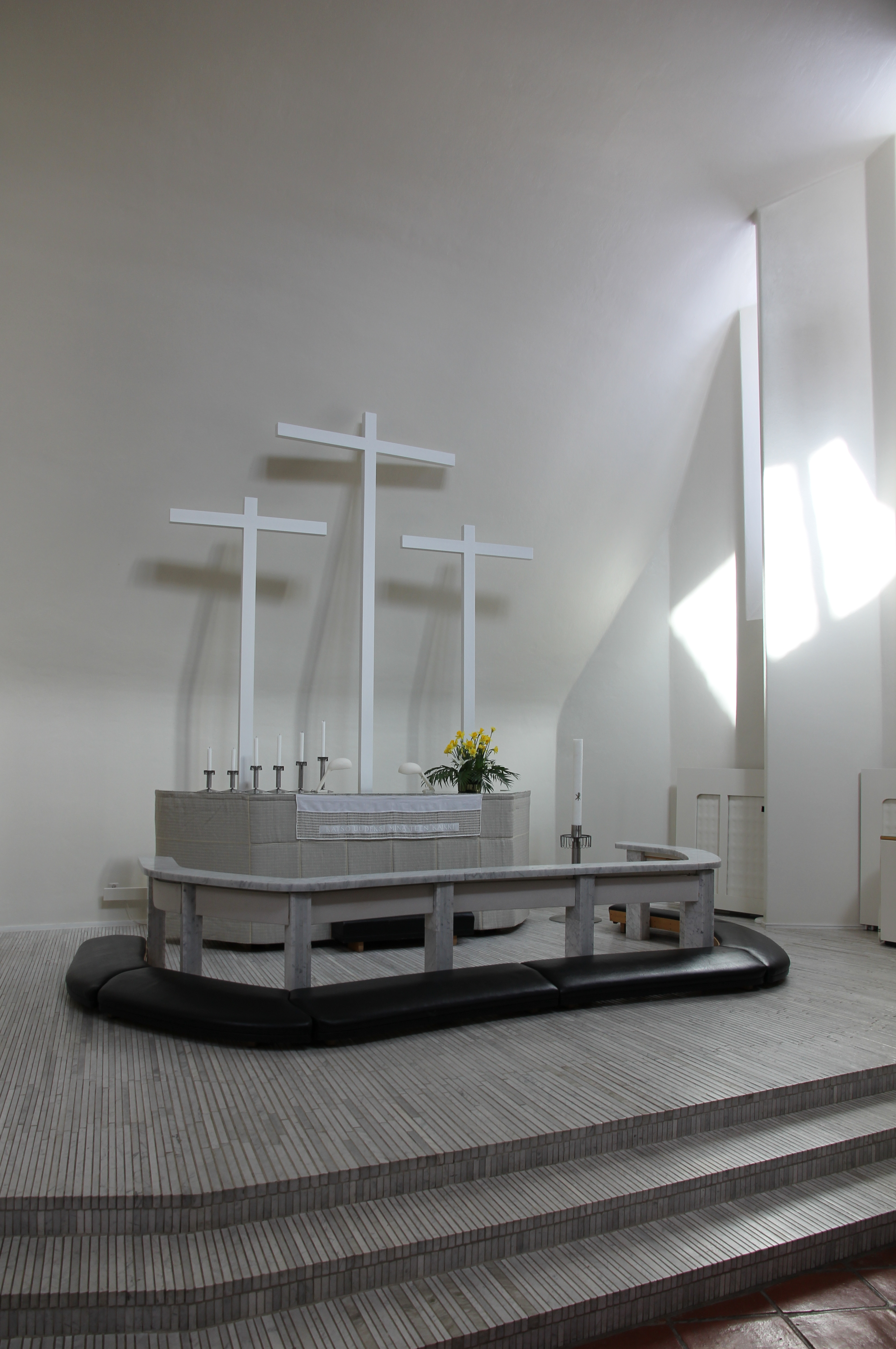
L'autel.
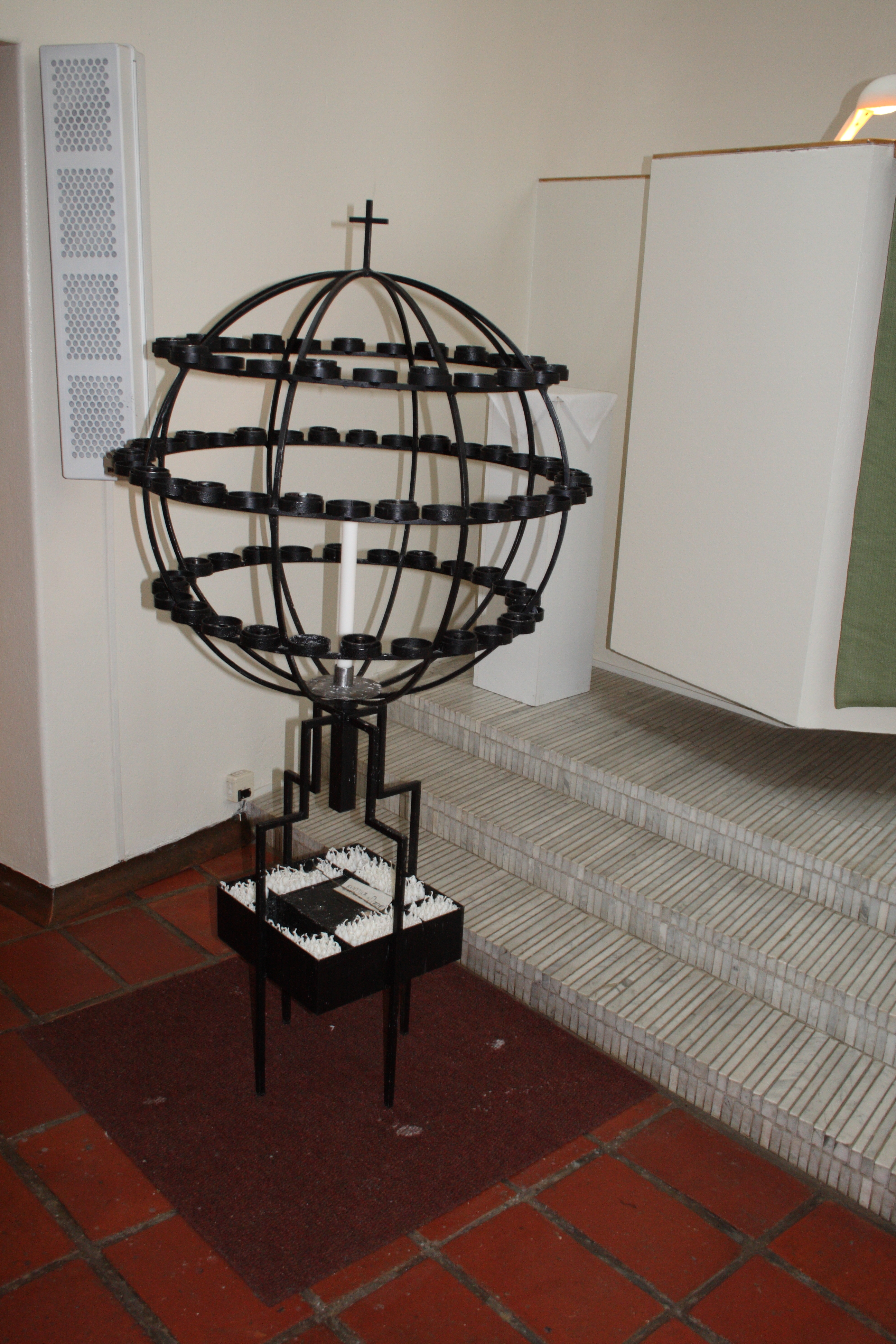
Un chandelier.
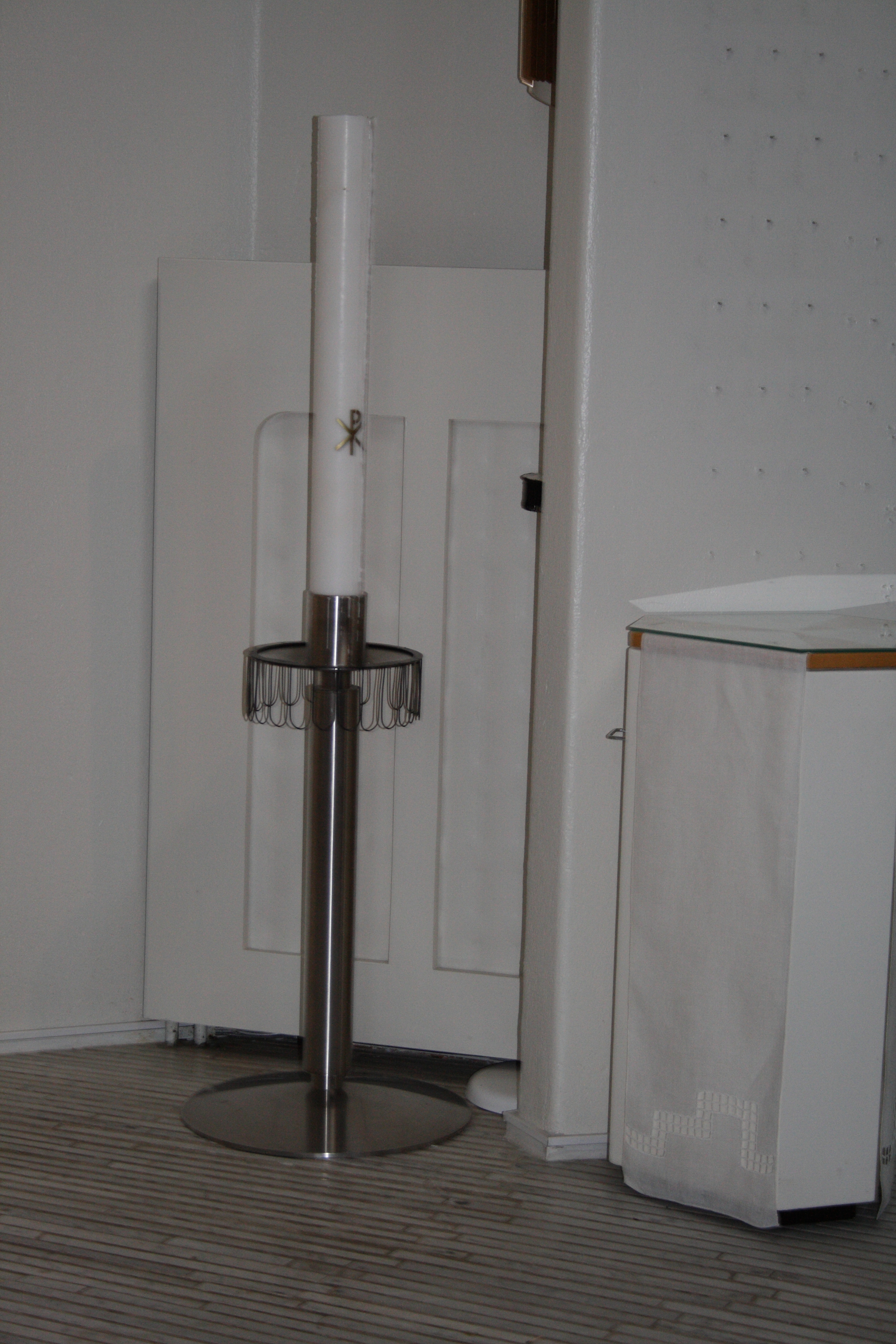
Un chandelier.